# Leiopelma hochstetteri
Espèce
Statut de conservation UICN

 LC  : Préoccupation mineure
Leiopelma hochstetteri est une espèce d'amphibiens de la famille des Leiopelmatidae.

## Répartition
Cette espèce est endémique de l'île du Nord en Nouvelle-Zélande,.

## Étymologie
Cette espèce est nommée en l'honneur du naturaliste Ferdinand von Hochstetter.

## Publication originale
- Fitzinger, 1861 : Eine neue Batrachier-Gattung aus New-Seeland. Verhandlungen des Zoologisch-Botanischen Vereins in Wien, vol. 11, p. 217-220 (texte intégral).